# Aurelia Cotta
Aurelia Cotta ( ca. 120 BC – 31. juli 54 f.Kr.) var romerske general og statsmand Julius Cæsars mor.

## Familie
Aurelia var en datter af Rutilia og Lucius Aurelius Cotta eller hans bror, Marcus Aurelius Cotta. Hendes far var konsul i 119 f.Kr. og hendes farfar af samme navn var konsul i 144 f.Kr. Familien til Aurelia Cotta-familien var fremtrædende under den romerske republikanske æra. Hendes mor Rutilia, var medlem af Rutilia-slægten . De var af konsulær rang. Publius Rutilius Rufus var hendes morbror.
Tre af hendes brødre blev konsuler: Gaius Aurelius Cotta i 75 f.Kr., Marcus Aurelius Cotta i 74 f.Kr. og Lucius Aurelius Cotta i 65 f.Kr.
Aurelia ægtede praetoren Gaius Julius Cæsar. Hendes mand døde 85 – 84 f.Kr. Deres børn var:
- Julia den Ældre (? –? f.Kr.), bedstemor til Lucius Pinarius og Quintus Pedius
- Julia den Yngre (? – 51 f.Kr.), hustru til Marcus Atius Balbus og bedstemor til kejser Augustus
- Gaius Julius Cæsar (100 – 44 f.Kr.), diktator

## Cæsars mor
Aurelia og hendes familie havde stor indflydelse på hendes søns opvækst og sikkerhed. Hendes mand, Gaius Cæsar, var ofte bortrejst, så opgaven med at opdrage deres søn faldt mest på Aurelias skuldre. Da den Julius Cæsar var omkring 18 år, blev han beordret af Roms daværende diktator, Lucius Cornelius Sulla, til at lade sig skille fra hans unge hustru Cornelia Cinna, datter af Lucius Cornelius Cinna, som havde støttet Sullas ærkefjende Marius. Cæsar nægtede det bestemt, og det satte ham i stor fare for Sullas svar. Aurelia blev involveret i sagen for at redde sin søn og forsvarede ham sammen med sin bror Gaius Cotta.
Efter Cornelias død i barselssengen tog Aurelia sig af at opdrage sit unge barnebarn Julia og bestyre sin søns husholdninger. Cæsar giftede sig efterfølgende med Pompeia Sulla, Sullas barnebarn. I 62 f.Kr., under Bona Dea-festivalen, som blev afholdt i Cæsars hus, opdagede en af Aurelias tjenestepiger, at Publius Clodius havde sneget sig ind huset forklædt som kvinde, for at indlede eller fortsætte en affære med sin anden svigerdatter Pompeia. De to kan have haft et upassende forhold før, men blev underkuet af Aurelias omhyggelige overvågning af kvindernes bolig. Clodius blev senere anklaget for helligbrøde af Lucius Lentulus, da hans gerning havde forårsaget at ofringen måtte afbrydes. Aurelia blev senere indkaldt som vidne under retssagen sammen med sin datter Julia og vidnede om, at hun havde beordret Clodius til at forlade huset. Cæsar blev skilt fra Pompeia Sulla på grund af denne hændelse uden noget reelt bevis for, at hun havde begået utroskab med Clodius. Cæsars årsag til skilsmissen var, at "Cæsars hustru, ligesom hele Cæsars familie, er nødt til at være hævet over mistanke".